# 수유천
"수유천"(영어: By the Stream)은 2024년 개봉한 대한민국의 드라마 영화이다. 홍상수가 감독과 각본을 맡았다. 2024년 로카르노 영화제 황금표범상 경쟁후보작이다.

## 시놉시스
한 여대에서 촌극제가 열린다. 강사인 전임은 자신의 외삼촌에게 학과 촌극의 연출을 부탁한다. 전임은 매일 아침 학교 앞 수유천에서 그림을 그리며 작품의 패턴을 찾으려 한다.
외삼촌은 블랙리스트에 올라 몇 년째 무대에 서지 못한 배우이자 연출자다. 그는 사십 년 전, 대학 신입생 시절 이 학교에서 촌극을 연출했던 기억으로 인해 이번 제안에 응하게 된다.
촌극을 준비하던 중, 학생들 사이에서 스캔들성 사건이 발생하고, 전임과 외삼촌은 그 일에 자연스럽게 얽히게 된다. 그 사이 외삼촌은 텍스타일과 여교수와 가까워지고, 밤마다 달은 점점 커져만 간다. 전임은 여전히 매일 아침 수유천에서 묵묵히 그림을 그린다.